# Bílkove Humence
Bílkove Humence és un poble i municipi d'Eslovàquia que es troba a la regió de Trnava, a l'oest del país.

## Història
La primera menció escrita de la vila es remunta al 1828.

## Demografia
| Godina             | 1994 | 2004    | 2014   | 2024   |
| ------------------ | ---- | ------- | ------ | ------ |
| Nombre de persones | 246  | 217     | 206    | 194    |
| Diferència         |      | −11,78% | −5,06% | −5,82% |

| Godina             | 2023 | 2024   |
| ------------------ | ---- | ------ |
| Nombre de persones | 193  | 194    |
| Diferència         |      | +0,51% |